# زلزال هايتي 2010

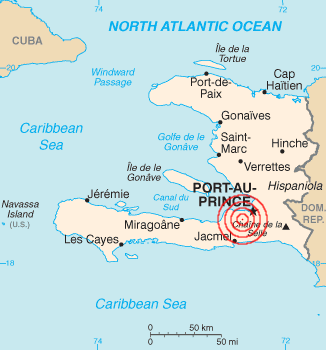
مركز الزلزال قرب العاصمة.

زلزال هايتي كان هزة أرضية بلغت قوتها 7.0 درجة على مقياس ريختر، وكان مركزها يبعد نحو 10 أميال (17 كيلومتر) جنوب غربي العاصمة الهايتية بورتو برنس. وقع الزلزال في يوم الثلاثاء 12 يناير 2010 في تمام 16:53:09 بالتوقيت المحلي (21:53:09 بالتوقيت العالمي الموحد).
وقع الزلزال على عمق 6.2 ميل (10.0 كم). وقد سجلت هيئة المسح الجيولوجي الأمريكية (USGS) سلسلة من الهزات الارتدادية عشر منها زادت قوتها عن 5.0 درجة بينها واحدة بقوة 5.9 وأخرى بقوة 5.5 كلها بنفس العمق.
الزلزال الذي استمر لما يزيد عن دقيقة واحدة خلف دمارا هائلا في حين أظهرت مشاهد تلفزيونية بثتها شبكة سي إن إن التقطت عقب الزلزال مباشرة سحب كثيفة من الغبار ارتفعت من مدينة بورتو برنس ناتجة عن انهيار المباني جراء الزلزال.
قدر الصليب الأحمر الدولي أعداد المتأثرين بالزلزال بثلاثة ملايين شخص بين قتيل وجريح ومفقود، وقد قتلت شخصيات عامة بارزة عديدة جراء الزلزال، فيما أعلنت الحكومة الهايتية في 9 فبراير عن دفن أكثر من 230.000 قتيل في مقابر جماعية.
معظم معالم مدينة بور أو برنس انهارت أو تضررت بشدة جراء الزلزال بينها القصر الرئاسي، مبنى الجمعية الوطنية (البرلمان)، كاتدرائية بور أو برنس، كذلك انهار السجن الرئيسي ومستشفى واحد على الأقل.
كما أعلنت الأمم المتحدة أن مقر قيادة قوات حفظ السلام الدولية في هاييتي والموجودة في هذا البلد منذ 2004، قد لحقت به أضرار كبيرة بعد مقتل العشرات من موظفيهم بما فيهم مبعوث الأمم المتحدة ونائبه.

## الخسائر

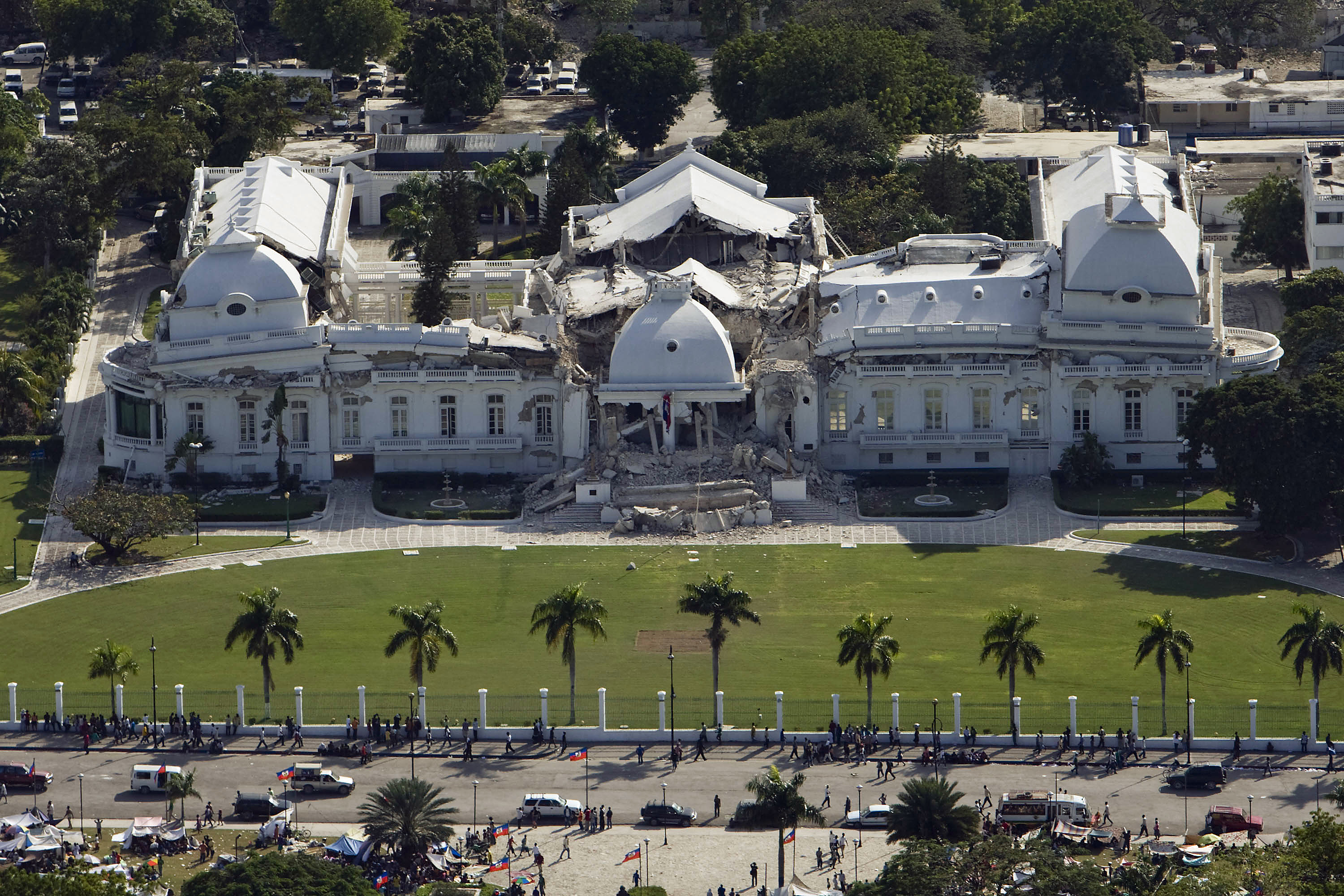
القصر الهايتي الوطني (قصر الرئاسة) دُمر بشكل كبير اثر الزلزال

اثر وقوع الزلزال سادت حالة من الهلع والفوضى سكان العاصمة الهايتية، حيث تجمع الآلاف في الشوارع خشية انهيار منازلهم، فيما حل الظلام الدامس على المدينة اثر انقطاع التيار الكهربائي.
أعرب الرئيس رينيه بريفال عن اعتقاده بمصرع الآلاف من مواطنيه جراء الزلزال العنيف، مضيفا «المشهد في العاصمة بورت أو برنس لا يمكن تخيله فالبرلمان انهار ومصلحة الضرائب انهارت والمدارس انهارت والمستشفيات انهارت.»
عقب الزلزال بيومين أعلنت الأمم المتحدة أن 200 شخص قد فقدوا تحت أنقاض مقر قيادة القوات الدولية التابعة للأمم المتحدة في هاييتي وأن رئيس البعثة التونسي هادي عنابي نفسه من بين القتلى. كذلك أعلنت الأردن مقتل ثلاثة عسكريين من قوات حفظ السلام الدولية العاملة في الجزيرة وإصابة 23 آخرين بجراح.

### خسائر بشرية
في 9 فبراير أعلنت الحكومة الهايتية عن دفن 230.000 شخص في عاصمة المنطقة المنكوبة فقط في مقابر جماعية.

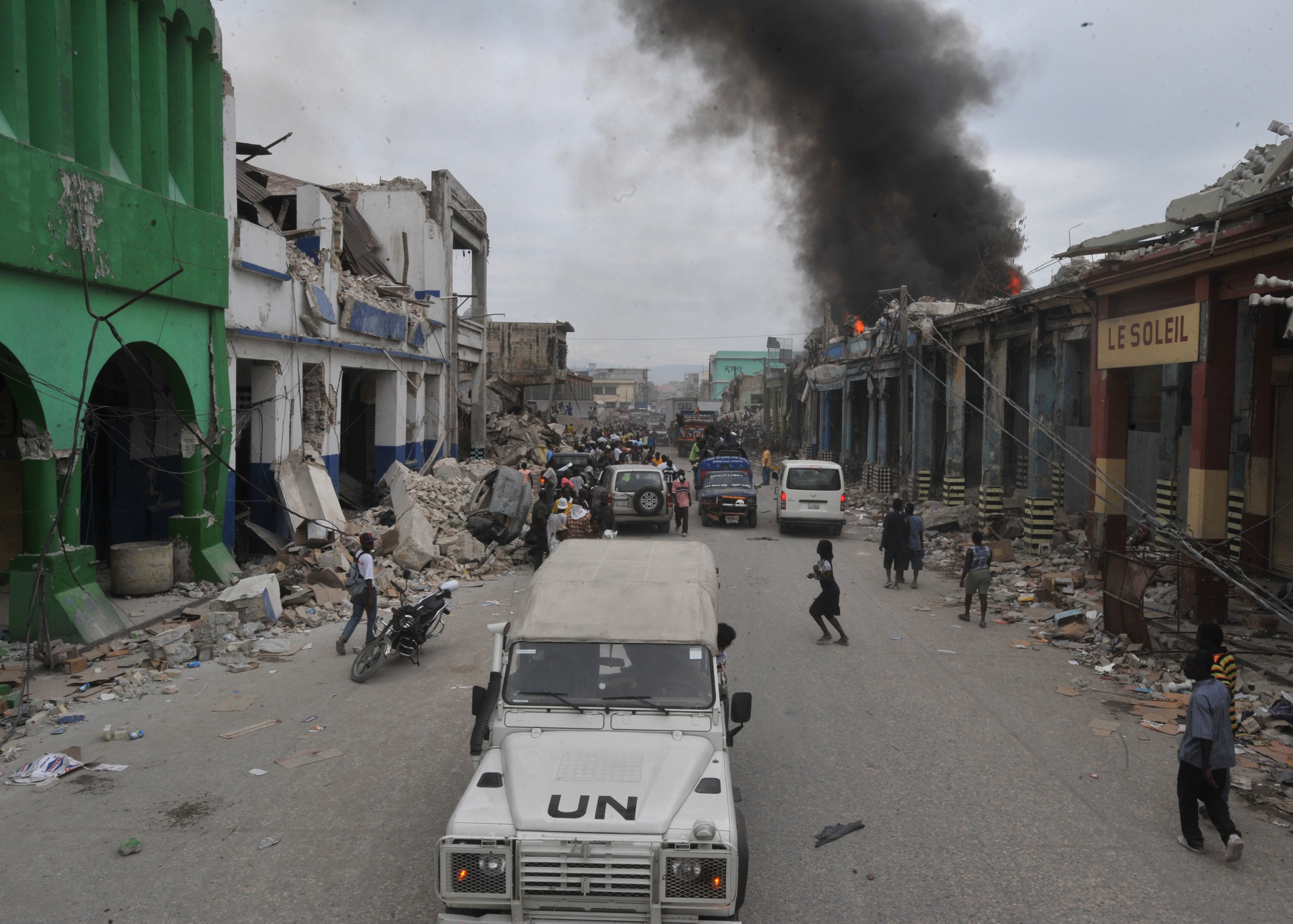
قوات تابعة للأمم المتحدة تقوم بحفظ الأمن في شوارع بور أو برنس عقب الزلزال.

كما اعتبر عقب الزلزال مباشرة الآلاف من الأشخاص في عداد المفقودين بينهم عدد من الأجانب من جنسيات متعددة مثل البرازيل، الأرجنتين، تشاد، الأردن، الفلبين، الولايات المتحدة إضافة إلى كندا حيث تعتبر هايتي ثاني أكبر متلقي للمساعدات الكندية، كما تتواجد جالية هايتية كبيرة في كندا، إضافة لكون الحاكمة العامة لكندا ميكائيل جان من أصل هايتي.
ومن بين الأشخاص الذين قتلوا في الزلزال طبيبة الأطفال البرازيلية وعاملة الإغاثة والمرشحة لجائزة نوبل للسلام في 2006 زيلدا أرنس.

## تحذير مسبق
تقع منطقة الزلزال ضمن منطقة صدع زلزالي تعرف باسم صدع إنريكيو-بلينتين غاردن، وهو صدع يشبه صدع سان أندريز في كاليفورنيا الأمريكية.
وفي المؤتمر الجيولوجي الثامن عشر لمنطقة الكاريبي الذي عقد في سانت دومينغو عاصمة جمهورية الدومنيكان المجاورة لهايتي في مارس 2008، حذر خمسة من العلماء في دراسة قاموا بتقديمها في المؤتمر من «خطر زلزالي كبير» في المنطقة التي تشكل الصدع في الجزء الجنوبي من الجزيرة. وهي المنطقة ذاتها التي وقع بها الزلزال في يناير 2010.
ويذكر بول مان الأستاذ في المعهد الجيوفيزيائي بجامعة تكساس وأحد معدي الدراسة قائلا «...المشكلة في مثل هذه الزلازل أنها قد تظل هادئة وساكنة لمئات السنين قبل أن تضرب من جديد.» مضيفا كون ذلك السبب وراء عدم القدرة على التنبؤ بوقت وقوع الزلزال.
وتقع جزيرة هيسبانيولا بين صفيحتين تكتونيتين، هما صفيحة الكاريبي وصفيحة أمريكا الشمالية، وبما أن الصفيحتان في صدع إنريكيو-بلينتين غاردن تتحرك باتجاه بعضها البعض بصورة أفقية فان ذلك يعمل على «خنق الجزيرة وتحطيمها، ومن هنا جاء الزلزال المدمر» حسب الخبير مايكل بلانبيد.

## ردود أفعال دولية
بعد الزلزال المدمر الذي ضرب البلاد أعلنت بلدان حول العالم عن تعاطفها مع تاهيتي كما بدأت بتقديم معونات إنسانية عاجلة للشعب الهايتي، بعض البلدان باشرت بارسال معدات إنقاذ وعاملي الإغاثة بشكل مباشر إلى المناطق التي تأثرت بالزلزال.
 الأردن أرسلت الأردن طائرة عسكرية محملة بمواد إغاثة ومستشفى ميداني عسكري متحرك إلى هايتي.
 البحرين أعلن رئيس وزرائها خليفة بن سلمان آل خليفة عن تبرع بلاده بمبلغ مليون دولار كمساعدة لهايتي.
 بنغلاديش أمرت رئيسة وزرائها الشيخة حسينة واجد من وزارة الصحة إرسال فريق طبي ومستحضرات وعقاقير طبية وملابس إلى هايتي.
 بوليفيا أعلنت حكومتها أنها ستساهم بارسال الأغذية والتبرع بالدم لصالح جهود الإغاثة.
 البرازيل أعلن رئيسها لويس إيناسيو لولا دا سيلفا عن إرسال مبلغ 15 مليون دولار أمريكي كمساعدة إنسانية عاجلة لهايتي للمساهم في إعادة اعمار البلد عقب هذه الكارثة.
 الاتحاد الأوروبي أعلن عن ارساله 3 ملايين يورو كمساعدة أولية عاجلة عقب الزلزال، في حين يتوقع منه إرسال المزيد بعد تقييم وتجلي حجم الأضرار.
 فرنسا أعلن وزير الخارجية برنارد كوشنير أن فرنسا سوف ترسل مساعدات للبلاد، فيما أعلنت منظمة ميدسان سان فرونتير أنها تقوم بعلاج نحو 600 شخص في مراكزها في بور أو برنس إضافة لإرسالها ل100 سرير إضافي لمستشفى ميداني.
 إيران أعلنت في 14 يناير عن إرسال 30 طن من المساعدات بينها أغذية وخيام وأدوية.
 إسرائيل أعلنت وزارة الخارجية الإسرائيلية عن إرسال فريق انقاذ مكون من 200 طبيب مختص وعمال انقاذ وطائرتين تحملان معدات ومستشفى ميداني ومعدات إنقاذ أخرى إلى هايتي.
 إيطاليا أعلنت الحكومة الإيطالية عن ارسالها لطائرة نقل عسكرية تحمل مستشفى ميداني وفريق طوارئ طبي إلى هايتي.
 لبنان أعلن رئيس الوزراء اللبناني سعد الحريري عن تضامنه مع هايتي معلنا أن لبنان سيساهم بتقديم المساعدات.
 المغرب أعلن العاهل المغربي محمد السادس عن إرسال بلده لمبلغ مليون دولار أمريكي كمساعدة إنسانية عاجلة إلى هايتي.
 النرويج أعلنت عن ارسالها بعثة من الصليب الأحمر النرويجي، إضافة لمساهمتها بمبلغ 40 مليون كرونة نرويجية (7ملايين دولار أمريكي)
 سويسرا غادرت طائرة إنقاذ سويسرية "Rega" طراز بومبردير تشالنجر 600 زيورخ اثر الزلزال في مساهمة من الوكالة السويسرية للتنمية والتعاون من أجل تحديد الاحتياجات المحلية والاستعداد في حالة الحاجة للمزيد من المساعدات.
 تركيا اأعلن رئيس وزرائها رجب طيب أردوغان عن إرسال مستشفى متنقل وجهازي فحص طبي وطاقم مساعدة مكون من 20 شخصا، إضافة لعشرة أطنان من الأدوية والمعدات الطبية.
 إسبانيا في وقت تقوم فيه برئاسة الاتحاد الأوروبي، أعلنت أنها ستساهم في تقديم المساعدات الأوروبية إلى هايتي منها مساعدة أولية بقيمة 3 ملايين يورو إضافة لإرسالها 3 طائرات عسكرية و50 طنا من المساعدات الإنسانية إضافة للمساعدات الطبية وفرق الإنقاذ.
 الإمارات العربية المتحدة أعلنت أنها ستقوم بارسال جسر جوي يحمل مساعدات إنسانية إلى هايتي، فيما أعلنت المنظمات الخيرية في البلاد بينها منظمة خليفة الخيرية، زايد للأعمال الخيرية والإنسانية، محمد بن راشد آل مكتوم للأعمال الخيرية والإنسانية عن تنسيقها لجهود الإغاثة الإنسانية الإضافية.
 المملكة المتحدة أعلنت عن إرسالها 10 ملايين دولار أمريكي، وبعد يوم من الزلزال وصل فريق مكون من 71 عامل بحث وإنقاذ مزودين بكلاب مدربة إلى هايتي في محاولة للمساعدة للبحث عن المصابين واستخراجهم من الأنقاض.
 الكويت أعلنت الكويت تبرعها بـ 3.5 مليون دولار أمريكي لضحايات الزلزال.
 ليبيريا أعلنت رئيستها إلين جونسون سيرليف تقديم 50.000 دولار كمساعدة لهايتي.
 فنزويلا أعلن وزير خارجيتها نيكولاس مادورو عن ارساله 50 عنصر لنقل المساعدات والأغذية إلى هايتي، كما أعلنت عن انشائها مركزا لجمع التبرعات من المواطنين للتبرع بالأغذية والملابس والبضائع الأخرى للشعب الهاييتي.
 قطر أرسلت فريق انقاذ مكون من 25 شخصا إضافة لنحو 50 طنا من مواد الإغاثة.
 سريلانكا أرسلت 950 جنديا لمساعدة قوات حفظ السلام الدولية التابعة للأمم المتحدة في وقت الزلزال،
 سوريا أرسلت طائرة مساعدات إنسانية محملة بنحو 30 طن من المواد الغذائية والطبية والخيم والألبسة لمنكوبي زلزال هايتي.
 السعودية أعلنت تقديمها 50 مليون دولار لمساعدة هايتي. بتوجيه من الملك عبد الله، لإغاثة الشعب الهاييتي.
واعتبرت «أكبر مساهمة تعلن لصالح هايتي في منطقة الشرق الأوسط».
 الولايات المتحدة أعلنت بعد الزلزال على لسان رئيسها باراك أوباما عن تقديم مساعدة عاجلة إلى هاييتي بقيمة 100 مليون دولار أمريكي.
وفي مؤتمر صحفي وبناء على طلب الرئيس الأمريكي من الرئيسين الأمريكيين السابقين له بيل كلينتون وجورج بوش بالمساهمة في جهود المساعدة قام بتكليفهما بجمع أموال لمساعدة ضحايا الزلزال في هايتي تحت اسم «صندوق كلينتون-بوش من أجل هايتي».
كما أعلن الرئيس الأمريكي عن «إحدى أكبر عمليات الإنقاذ» في تاريخ الولايات المتحدة. حيث قال أوباما في حضور الرئيسين السابقين أن المساعدات لهذا البلد الصغير في الكاريبي «ستمتد لأشهر وسنوات».
وفي 16 يناير وصلت وزيرة الخارجية الأمريكية هيلاري كلينتون إلى عاصمة هايتي بور أو برانس برفقة مدير الوكالة الأمريكية للتنمية الدولية في زيارة ذكرت بأنها لابداء «دعم وتضامن وتعاطف الولايات المتحدة مع هايتي على المدى البعيد».

### جهود الإغاثة
سارعت أكثر من 30 دولة إلى إرسال مساعدات متعددة بينها مستشفيات ميدانية، أغذية، أدوية وفرق انقاذ من دول كالصين، بريطانيا والاتحاد الأوروبي، روسيا، كندا وعدد من دول أمريكا اللاتينية كالبرازيل للمساهمة في البحث عن ناجين وإخراج الجثث من تحت الأنقاض كما أرسلت دول عدد من قواتها العسكرية لفرض الأمن والنظام في البلد الذي انهارت بنيته التحتية، ومن بين تلك القوات قوات تابعة لمشاة البحرية الأمريكية التي أعلنت القيادة الجنوبية الأمريكية في 18 يناير أن 2200 جندي منها (أي المارينز) مجهزين بمعدات ثقيلة لرفع الأنقاض ومساعدات طبية وطائرات هليكوبتر سينضمون إلى نحو خمسة آلاف جندي أمريكي موجودين في المنطقة، في حين يتوقع أن يبلغ عددهم 10.000 جندي.
وأعلن رئيس هايتي رينيه بريفال في 17 يناير أن القوات الأمريكية ستساعد قوات حفظ السلام التابعة للأمم المتحدة في الحفاظ على النظام في شوارع هايتي حيث تنتشر قوات الشرطة وقوات حفظ السلام بالفعل لكنها لم تستطع توفير الأمن بشكل كامل في شوارع البلاد المنفلتة، حيث انتشرت أعمال نهب وسلب المتاجر والمنازل، إضافة لاشتباكات بين اللصوص.
وبشكل مؤقت فقد منح الرئيس الهايتي الولايات المتحدة سلطة إدارة مطار بور أو برنس الصغير وذلك لإدارة جهود المساعدات الدولية.

## وصلات خارجية
- الاتحاد الدولي لجمعيات الصليب الأحمر والهلال الأحمر: منظمة غير ربحية للإغاثة في حالات الكوارث
- اللجنة الدولية للصليب الأحمر (بالعربية)
- اليونيسف تعزز من جهود الإغاثة إلى هايتي المنكوبة بالزلزال
- Google crisis response